# 太陽圈電流片

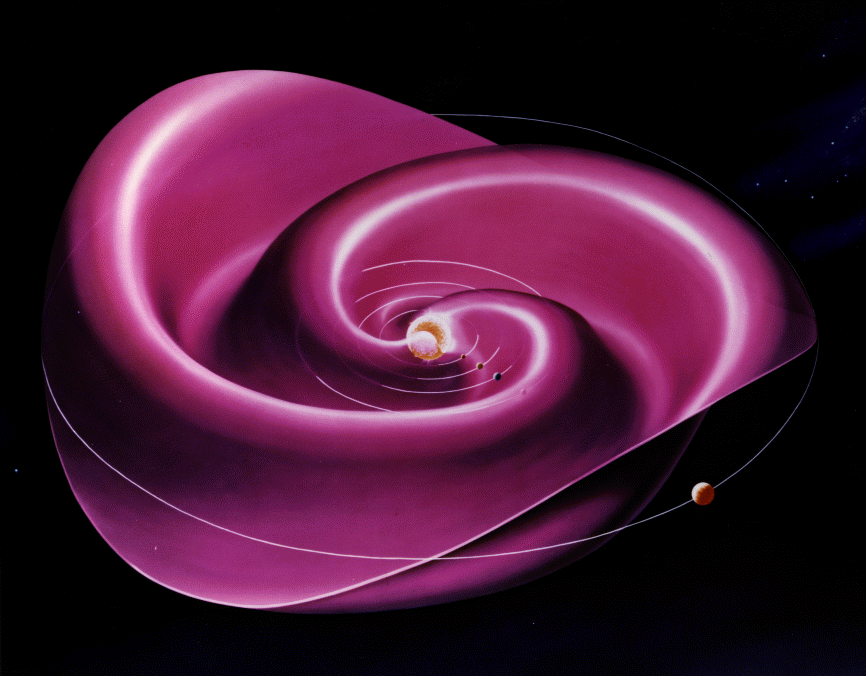
太陽圈電流片

太陽圈電流片（Heliospheric current sheet，缩写为）或太陽圈電流頁是太陽系內部磁場極性发生轉換的表面，這個區域在太陽圈內沿著太陽赤道平面延伸。电流片的形状是受到行星際物質中太阳磁场旋转的影响而形成的，厚度大約为10,000公里，有一小股电流在电流片中流动，大小约为10-10A/m2。
电流片下面的磁场称为行星际磁场，其产生的电流构成了一部分太陽圈電流迴路。太陽圈電流片有時也稱為行星際電流片。

## 太陽圈電流片的特征

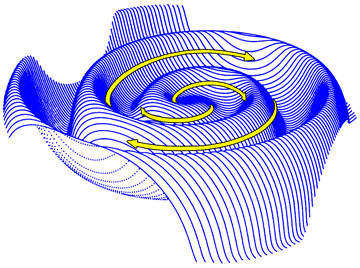
帕克螺旋

由于太陽自轉，磁場被扭曲成帕克螺旋（Parker spiral），这是阿基米德螺線的一種，是由尤金·帕克于1958年提出的，因而得名。電流片将帕克螺旋形状的磁場一分為二。1970年代早期，Schatten發展出一個數學模型，當旋轉的磁場改變極性時會翹曲、變形，形成类似芭蕾舞裙的波浪螺旋形狀。进一步的动力学研究表明，太阳如同一位害羞的女芭蕾舞演员，会将高高飘扬的裙摆反复向下压。
这种芭蕾舞裙形状的成因有时被称为“水龙头效应”或者“橡胶软管效应”，好比一个人手执水龙头上下挥舞并且快速旋转。水流好比太阳风不断向外喷射。

## 太陽圈電流片的磁場
太陽圈電流片隨著太陽的自轉每27天轉一圈，在这期间地球的磁場會穿越其峰頂與谷底，并与之发生相互作用。在靠近太阳表面的地方，由电流片中的径向电流产生的磁场大约在5×10-6T量级。太陽表面的磁场大小约为10-4T。如果是磁偶极场，其強度與距離的三次方成反比，地球軌道附近的磁场大約为10-11T。而实际上太阳磁场含有多极矩的成分，因此在地球附近实际大小要比这大100倍。

## 太陽圈電流片的電流
太阳圈电流片中的电流向内流动，并与太阳磁场一道在太阳极区附近向外流动的电流构成闭合回路，总电流大约在3×109安培的数量级，太阳圈中电流密度最大的地方达到了10-10A/m2的数量级。与其它天体物理过程中的电流片相比，产生地球极光的白克蘭電流只有大约100万安培，大小只有太阳圈电流片中电流的千分之一。

## 太陽圈電流片的研究歷史
太陽圈電流片是由翰M. 威爾科克斯和諾曼F. Ness在1965年提出的。汉尼斯·阿尔文等人推測银河系也存在类似的星系電流片，估计电流大小为1017-1019安培，位于银河系的对称平面上。